# De Witte de Haelen
De Witte de Haelen is een Belgisch adellijk geslacht, voortgesproten uit de West-Vlaamse en Brugse familie De Witte

## Geschiedenis

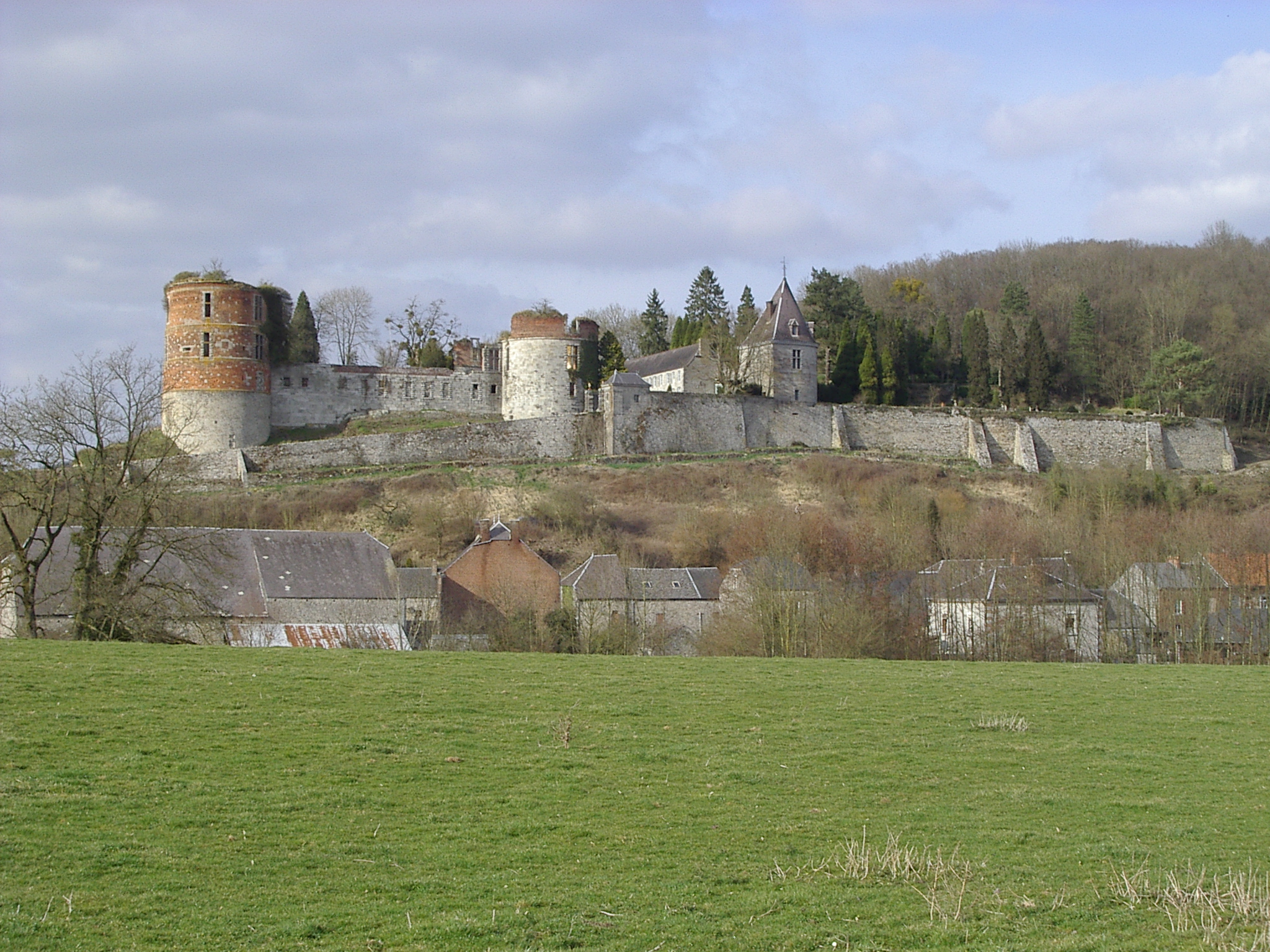
Château de Hierges (Hierges)

Louis-Bruno de Witte (Brugge, 17 januari 1799 - Brussel, 20 juli 1831) was vennoot in de zaken, samen met zijn broer Charles en leidde het kantoor in Cuba. Terug in België trouwde hij op 28 september 1829 in Brugge met Anne-Joséphine Lassabe (1804-1862). (Waarschijnlijk waren zij in Cuba kerkelijk gehuwd, volgens de Spaanse wetgeving.) Zij was een Creoolse, dochter van de Cubaanse arts Bernardo Lassabe en Maria Carriero, wonende in de gemeente Guamacaro, provincie Matanzas. Op de Brugse huwelijksakte werd gemeld dat ze tevens hun vier kinderen erkenden, drie meisjes en een jongen. Het gezin ging in Brussel wonen en Louis overleed er, pas tweeëndertig, toevallig de dag voor de eedaflegging van koning Leopold I.
- Louis-Charles-Bruno de Witte (Guamacaro, Cuba, 1822 - Elsene, 1899) werd officier in het Belgisch leger en klom op tot luitenant-generaal. In 1858 werd hij opgenomen in de erfelijke adel. 
  - Léon de Witte (1857-1933), die eveneens opklom tot de graad van luitenant-generaal, verkreeg in 1921 de titel van baron, overdraagbaar bij eerstgeboorte. In 1928 verkreeg hij, samen met twee van zijn zonen, een naamtoevoeging tot de Witte de Haelen als herinnering aan de Slag bij Halen, waar hij als commandant optrad.
    - Jacques baron de Witte de Haelen (1900-1960), cavaleriecommandant, verkreeg in 1930 vergunning al bij leven van zijn vader de titel van baron te voeren. Hij trouwde met Marguerite Fraters (1902-1989).
      - Jean-Louis baron de Witte de Haelen (1929-2012), trouwde met Charlotte van Tieghem de ten Berghe (1944).
      - Bruno baron de Witte de Haelen (°1930), trouwde met barones Claudine de Vinck (°1937).
        - Patrick de Witte de Haelen (1958-2003), trouwde met Clementine van den Brande (°1966).
          - Rodolphe de Witte de Haelen (°1989).

        - Olivier de Witte de Haelen (°1965), trouwde met Christine Querut (°1970).
          - Dorian de Witte de Haelen (°1999).

      - Didier de Witte de Haelen (Etterbeek, 1933 - Spa, 2014), topambtenaar, eigenaar vanaf 1988 en bewoner van het kasteel van Hierges in de Franse Ardennen, gekocht van de erfgenamen van graaf Jacques Pirenne.

    - Louis de Witte (1904-1977), priester,  kanunnik, doctor in de godgeleerdheid, professor aan het Grootseminarie van Mechelen, pastoor van de Finistèrekerk in Brussel, vice-officiaal van het aartsbisdom Mechelen-Brussel, vertegenwoordiger van de Belgische bisschoppen in de Commissie van Vaticaanstad bij de Wereldexpo van 1958.
    - Michel baron de Witte de Haelen (1907-1993), benedictijn, verkreeg in 1930 (voor hij monnik werd) de titel van baron, overdraagbaar bij eerstgeboorte, om in 1978 te worden omgezet, bij gebrek aan mannelijke afstammelingen, in een overdracht op zijn neef Bruno de Witte de Haelen.

  - Edouard de Witte de Nokere (1858-1934) was arrondissementscommissaris en inspecteur-generaal voor de Verwoeste Gewesten. Hij trouwde met Antoinette Jespers (1856-1934). In 1932 verkreeg hij naamtoevoeging tot de Witte de Nokere. 
    - Alfred de Witte de Nokere (1880-1935) was burgemeester van Nokere. Hij trouwde met Claire Légeret (°1892). Ze bleven kinderloos en scheidden in 1925. De tak de Witte de Nokere was hiermee uitgedoofd.

In 1930 en 1978 volgden nog adelsbesluiten inzake dit geslacht.
Anno 2014 waren er nog vijf mannelijke telgen de Witte de Haelen in leven, de laatste geboren in 1999.

## Wapenbeschrijvingen

Het wapen de Witte de Haelen

- 1858: De sable, au chevron d'or, accompagné de trois otelles d'argent. L'écu timbré d'un heaume d'argent, grillé et liseré d'or, fourré et attaché d'azur, aux bourrelet et hachements d'or et de sable. Cimier: une otelle de l'écu, entre un vol de sable.
- 1921: Van sabel, met een keper van goud, vergezeld van drie otellen van zilver. Het schild voor den titularis overtopt met eene baronnenkroon en gehouden door twee ridders in vleeschkleur, in volle wapenrusting, het vizier opgelicht, houdende elk een degen van zilver, met gevest van goud, met de punt omlaag. Het schild getopt voor [de] andere nakomelingen met eenen helm van zilver, gekroond, getralied, gehalsband en omboord van goud, gevoerd en gehecht van lazuur, met dekkleeden van goud en van sabel. Helmteeken: een otel van het schild, tusschen een vlucht van sabel. Wapenspreuk: 'De par Dieu patrie d'abord' van goud, op eenen lossen band van sabel.
- 1978: In sabel, een keper van goud, vergezeld van drie otellen van zilver. Een helm van zilver, gekroond, getralied, gesierd en omboord van goud, gevoerd en gehecht van azuur. Dekkleden: goud en sabel. Helmteken: een otel van het schild tussen een vlucht van sabel. Wapenspreuk: 'De par Dieu patrie d'abord' in letters van goud, op een lint van sabel. Bovendien voor de titularissen het schild gedekt met een baronnenkroon en gehouden door twee ridders, het gelaat van vleeskleur, in volle wapenrusting van zilver, houdend elk een zwaard van hetzelfde, met gouden gevest.

## Adellijke allianties
- Bormans (1920), De Wasseige (1925), Van Tieghem de Ten Berghe (1964), Ullens de Schooten (1964), Mertens de Wilmars (1990)

## Bezit
- Château de Hierges (Hierges)